# Institut Sup'Biotech de Paris
La Institut Sup'Biotech de Paris (Sup'Biotech Instituto de París, también conocida como ISBP o Sup'Biotech), es una escuela de ingenieros de Francia. Está emplazada en Villejuif, en la región parisiense, y Lyon. También es miembro del IONIS Education Group  y del Cáncer Campus. 
Forma principalmente ingenieros en biotecnología de muy alto nivel, destinados principalmente para el empleo en las empresas.